# Viiholmi
Viiholmi är en ö i Finland. Den ligger i Finska viken och i kommunen Fredrikshamn i den ekonomiska regionen  Kotka-Fredrikshamn i landskapet Kymmenedalen, i den södra delen av landet. Ön ligger omkring 23 kilometer öster om Kotka och omkring 140 kilometer öster om Helsingfors.
Öns area är 6,5 hektar och dess största längd är 390 meter i sydväst-nordöstlig riktning. I omgivningarna runt Viiholmi växer i huvudsak barrskog.